# Lasius monticola
Lasius monticola är en myrart som först beskrevs av Buckley 1866.  Lasius monticola ingår i släktet Lasius och familjen myror. Inga underarter finns listade i Catalogue of Life.